# Aptostichus pennjillettei
Aptostichus pennjillettei es una especie de araña migalomorfa del género Aptostichus, familia Euctenizidae. Fue descrita científicamente por Bond en 2012.
Habita en los Estados Unidos. Esta especie recibe su nombre en honor a Penn Jillette.